# 이르티시강
이르티시강(러시아어: Иртыш; 카자흐어: Ертiс 에르티스; 타타르어: İrteş / Иртеш 이르테시, 위구르어: ئېرتىش (Ertix), 문화어: 이르띄슈강)는 아시아의 강이다. 오비강으로 흘러 들어간다. 러시아, 카자흐스탄, 중화인민공화국, 몽골에 걸쳐 있다.

## 강 주변의 도시
- 러시아: 옴스크, 타라, 토볼스크, 한티만시스크.
- 카자흐스탄: 외스케멘, 세메이, 파블로다르.

## 같이 보기
- 중국의 지리
- 러시아의 지리